# Distretto di Sangin
Il distretto di Sangin è un distretto dell'Afghanistan situato nell'area orientale della provincia dell'Helmand. La popolazione è interamente Pashtun e al 2005 contava 50.900 abitanti. Il capoluogo del distretto è Sangin.